# 塞語
塞語（Saka、Sakan），又稱東部塞語，是一種曾在塔里木盆地闐王國與圖木舒克使用的塞族方言，屬東伊朗語。在其下又分成兩種或三种方言，在闐使用的，稱為于闐語（Khotanese），于闐塞語和和闐語等，在圖木舒克使用的，稱圖木舒克語（Tumshuqese）。

## 歷史
這兩種方言，都源自斯基泰人。汉语文献中不见该区域受到过入侵的记录，一种理论认为两支操相近方言的塞人部落约在公元前200年定居于此。:68
于阗语文本主要是7到10世纪的，也有些残卷可追溯至5或6世纪。图木舒克语的材料要少得多，难以精确定年，其中大部分可能写于7世纪晚期至8世纪。:377–415
1968年，贝利从斯坦因收集品中发现两件特殊的婆罗迷文书，其语言属中古伊朗语东部方言，和其他方言存在较大差异，目前尚不能完全解读。这两件文书是在克里雅河西岸丹丹乌里克之北热瓦克遗址发现的，这个地方属古代扜弥境域。研究者认为这两件文书的语言很可能即于阗统治之后扜弥人的语言扜弥语。扜弥国于公元2世纪末被于阗兼并。
塞语在突厥穆斯林征服于阗后逐步走向消亡。
在11世纪，于阗仍保持着自己的语言文字，这可能要归功于麻赫穆德·喀什噶里。:165–169:72–康居语（Kanchaki）和粟特语等非突厥语到11世纪仍在一些地方使用。:72–据信康居语属于塞语。:283–塔里木盆地在语言学上的突厥化到11世纪末基本完成了。:71–

## 系属分类
于阗语和图木舒克语十分接近东伊朗语支。:377–415

## 文本

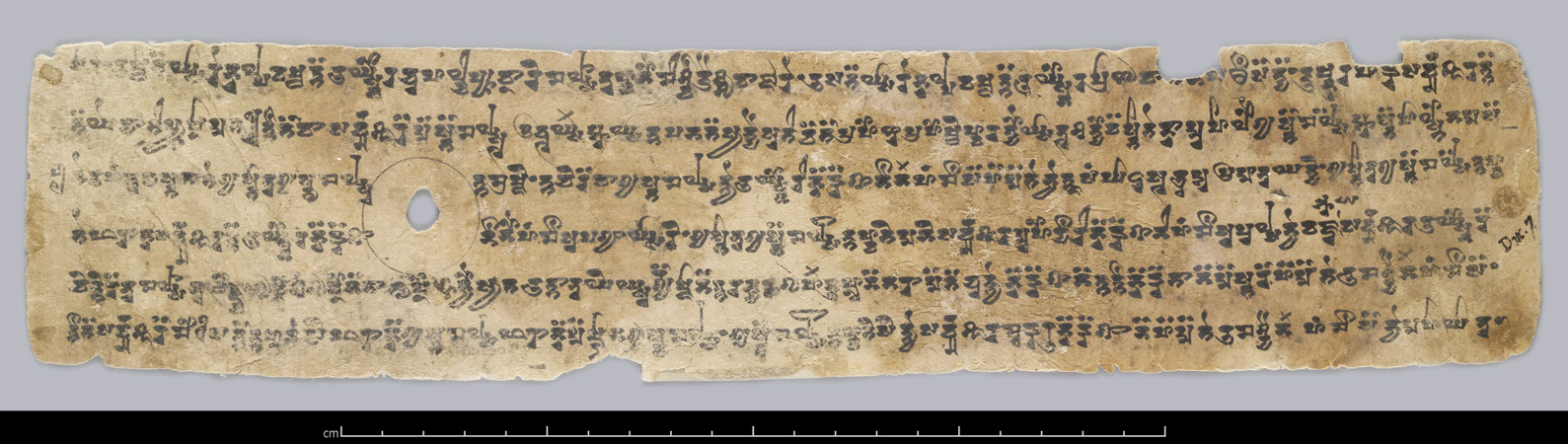
和田东北丹丹乌里克遗址出土的于阗语手稿，现藏于大英博物馆。

除伊塞克石冢上一般被认为是于阗语的铭文外(也以佉卢文书写)，所有现存材料都来自和田或图木舒克。敦煌文献中，于阗语有超过2300份文本，图木舒克语只有15份。它们由H. W. 贝利破译。最早的文献是约4世纪的，主要是宗教文献。例文见Or.6400/2.3。

## 延伸閱讀
- (PDF). Martin Kümmel. Script and Reconstruction in Linguistic History―Univerzita Karlova v Praze, March 2020 （英语）.
- Bailey, H W (1979) Dictionary of Khotan Saka, Cambridge University Press
- Encyclopædia Iranica "Iranian Languages" http://www.iranicaonline.org/articles/central-asia-xiii （页面存档备份，存于）
- Emmerick, R. E., & Pulleyblank, E. G. (1993). A Chinese text in Central Asian Brahmi script: new evidence for the pronunciation of Late Middle Chinese and Khotanese. Roma: Istituto italiano per il Medio ed Estremo Oriente. (On connections between Chinese and Khotanese, such as loan words and pronunciations)
- Litvinsky, Boris Abramovich; Vorobyova-Desyatovskaya, M.I. . . Motilal Banarsidass: 421–448. 1999. ISBN 8120815408.

## 外部連結
- International Dunhuang Project